# Indotyphlops
Indotyphlops Hedges, Marion, Lipp, Marin & Vidal, 2014 è un genere di serpente della famiglia Typhlopidae.

## Tassonomia
Il genere comprende le seguenti specie:
- Indotyphlops ahsanai (Khan, 1999)
- Indotyphlops albiceps (Boulenger, 1898)
- Indotyphlops braminus (Daudin, 1803)
- Indotyphlops exiguus (Jan, 1864)
- Indotyphlops filiformis (Duméril & Bibron, 1844)
- Indotyphlops fletcheri (Wall, 1919)
- Indotyphlops jerdoni (Boulenger, 1890)
- Indotyphlops khoratensis (Taylor, 1962)
- Indotyphlops lankaensis (Taylor, 1947)
- Indotyphlops lazelli (Wallach & Pauwels, 2004)
- Indotyphlops leucomelas (Boulenger, 1890)
- Indotyphlops loveridgei (Constable, 1949)
- Indotyphlops madgemintonae (Khan, 1999)
- Indotyphlops malcolmi (Taylor, 1947)
- Indotyphlops meszoelyi (Wallach, 1999)
- Indotyphlops ozakiae (Wallach, 2001)
- Indotyphlops pammeces (Günther, 1864)
- Indotyphlops porrectus (Stoliczka, 1871)
- Indotyphlops schmutzi (Auffenberg, 1980)
- Indotyphlops tenebrarum (Taylor, 1947)
- Indotyphlops tenuicollis (Peters, 1864)
- Indotyphlops veddae (Taylor, 1947)
- Indotyphlops violaceus (Taylor, 1947)

## Distribuzione e habitat
Il genere Indotyphlops è ampiamente diffuso nell'Asia meridionale e sud-orientale (India, Sri Lanka, Bhutan, Nepal, Myanmar, Cambogia, Laos, Thailandia, Cina meridionale, Malaysia e Indonesia). Un'unica specie, Indotyphlops braminus, estende il suo areale alle regioni tropicali di Africa, America e Australia.